# Andreas Isaksson
Andreas Isaksson (Smygehamn, 3. listopada 1981.) bivši je švedski nogometni vratar. Andreas Isakson je bio prvi golman švedske reprezentacije 14 godina. Igrao je u francuskom klubu Stade Rennais. Ranije je između ostalog igrao u talijanskom Juventusu. Sada trenutno brani za švedski klub Djurgårdens IF.
Švedski nogometni izbornik objavio je u svibnju 2016. popis reprezentativaca za nastup na Europskom prvenstvu u Francuskoj, među kojim je i Isaksson. Nogometaši Belgije s minimalnih su 1:0 svladali Švedsku koja je tim porazom završila natjecanja na Europskom prvenstvu u Francuskoj, gdje je svoje posljednje minute u reprezentativnom dresu odigrao Isaksson.